# Euporus itimbirensis
Euporus itimbirensis là một loài bọ cánh cứng trong họ Cerambycidae.